# ASL Airlines Belgium
ASL Airlines Belgium – belgijskie linie lotnicze obsługujące transport towarowy, z siedzibą w Liège. Głównym węzłem jest port lotniczy Liège.
Zostały założone w 1999 przez holenderskie przedsiębiorstwo transportowe TNT pod nazwą TNT Airways. W maju 2016 przejęte przez ASL Aviation Holdings, w związku z czym linia przeszła rebranding i otrzymała nową nazwę.

## Flota

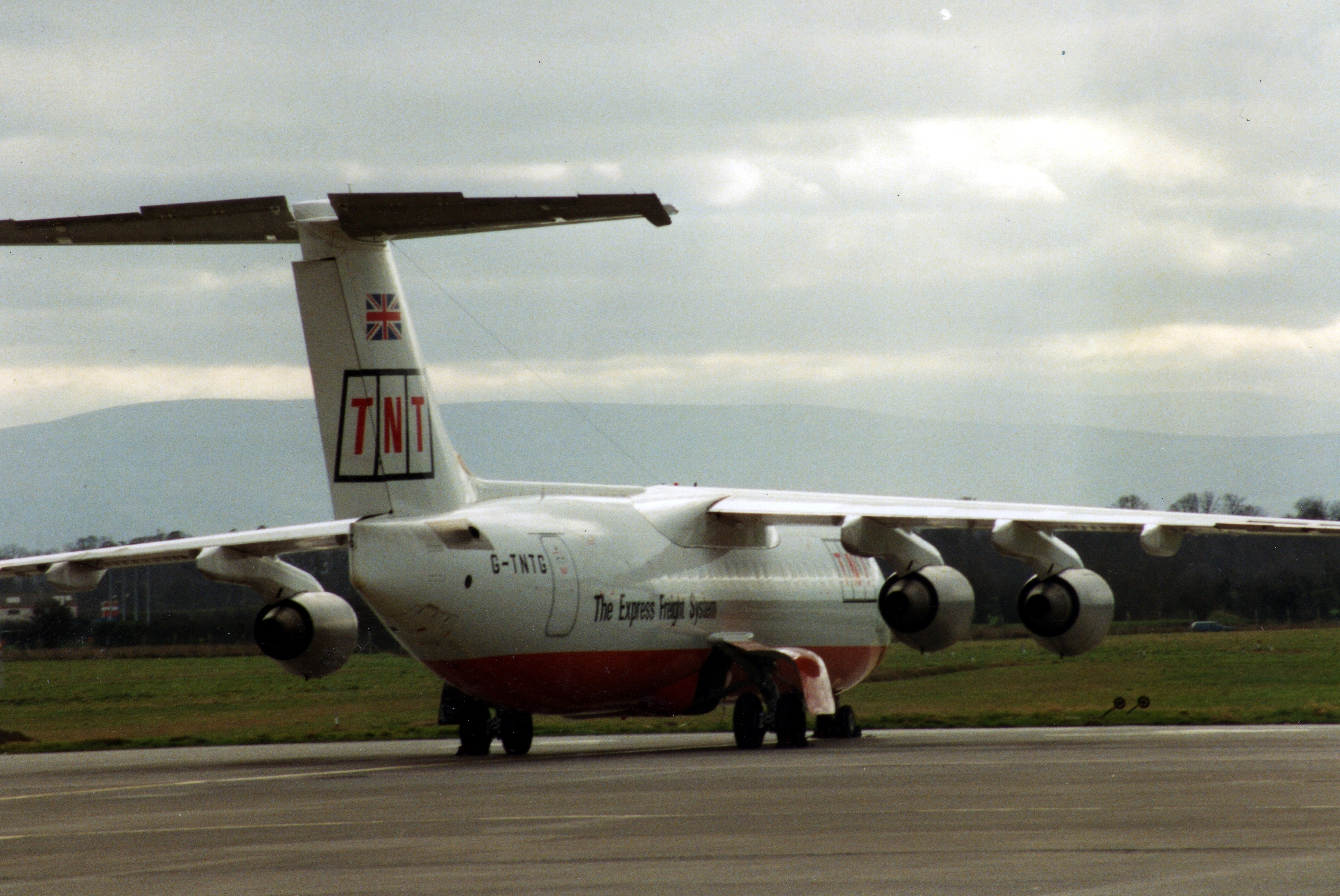
BAe 146 TNT Airways (1993)

Według stanu na marzec 2025 flota ASL Airlines Belgium składała się z 35 samolotów o średnim wieku 21,7 lat:
| Samolot        | Samolot | Samolot   | Uwagi |
| Model          | Aktywne | Zamówione | Uwagi |
| -------------- | ------- | --------- | ----- |
| Boeing 737-400 | 7       | -         |       |
| Boeing 737-800 | 23      | -         |       |
| Boeing 747-400 | 5       | -         |       |
| Łącznie        | 51      | 6         |       |